# Bragasellus conimbricensis
Bragasellus conimbricensis là một loài chân đều trong họ Asellidae. Loài này được Braga miêu tả khoa học năm 1946.